# Дилижанский тоннель
Тоннель Дилижан-Севан (арм. Դիլիջան-Սեւան թունել) — автомобильный тоннель, соединяющий юго-запад Тавушской области Армении с северо-востоком Гегаркуникской.. Северный портал тоннеля (координаты:40°40′24″ с. ш. 44°52′59″ в. д.) расположен к югу от Дилижана, а южный портал (координаты: 40°39′13″ с. ш. 44°53′32″ в. д.) расположен к северо-востоку от села Цовагюх и железнодорожной станции Цовагюх, находящихся у северного берега озера Севан.

## История
Строительство Дилижанского тоннеля началось в 1970 году, однако в 1992 было приостановлено из-за отсутствия финансирования. Возобновлённое строительство финансировал фонд «Линси», который выделил на эти цели 6,7 миллионов долларов. Длина тоннеля — 2257 метров, ширина — 8 метров, высота — 5 метров. На каждом конце туннеля созданы специальные службы, в которые могут обратиться люди, заметившие неисправность.

## Значение

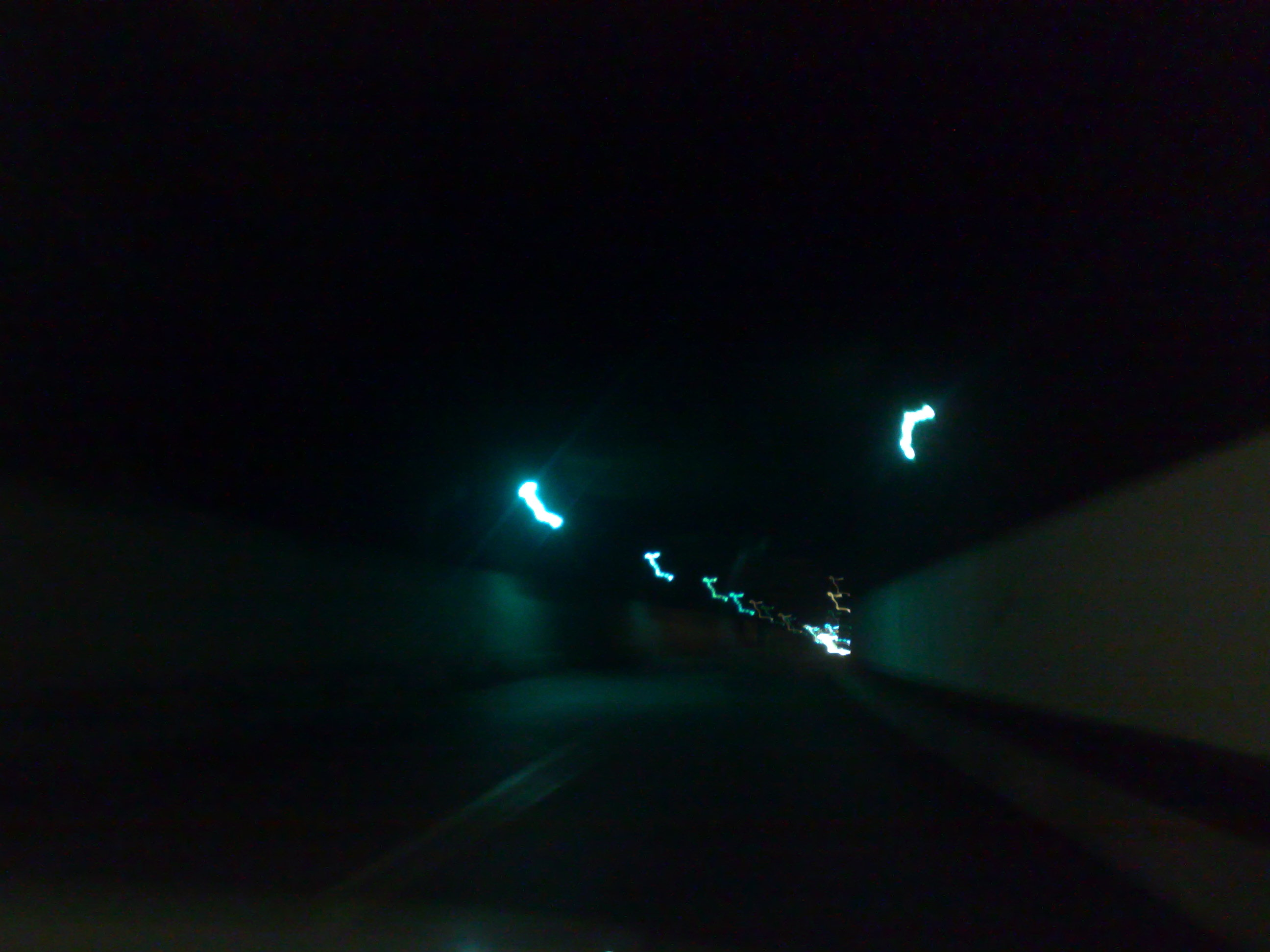
Внутри тоннеля

Туннель имеет важное стратегическое значение в плане реализации программы ТРАСЕКА. Также тоннель позволяет сократить на несколько километров расстояние до армяно-грузинской границы, помогая обойти лавиноопасный горный перевал «Севан-Дилижан».